# Dhanush
Venkatesh Prabhu Kasthuri Raja (28 de julio de 1983), conocido profesionalmente como Dhanush, es un actor, productor, director, letrista y cantante de playback indio que trabaja principalmente en el cine tamil. Ha participado en 46 películas a lo largo de su carrera, y entre los premios que ha recibido Dhanush figuran 13 premios SIIMA, nueve premios Vijay, siete premios Filmfare Sur, cinco premios Vikatan, cinco premios Edison, cuatro premios nacionales de cine (dos como actor y dos como productor) y un premio Filmfare. Ha sido incluido seis veces en la lista Forbes India Celebrity 100, que se basa en los ingresos de las celebridades indias.
La primera película de Dhanush fue Thulluvadho Ilamai, una película de madurez de 2002 dirigida por su padre, Kasthuri Raja. Logró más éxito en Polladhavan (2007) y Yaaradi Nee Mohini (2008), ambas aclamadas por la crítica y con éxito comercial. Su papel de jinete de peleas de gallos en Aadukalam (2010) le valió el premio al mejor actor en la 58.ª edición de los National Film Awards y el premio al mejor actor tamil en la 60ª edición de los Filmfare Awards South. Continuó el éxito con películas como 3 (2012), Maryan (2013), Anegan (2015), Kodi (2016), Vadachennai (2018) y Asuran (2019). Vadachennai se convirtió en la película tamil de categoría A más taquillera de todos los tiempos, mientras que Asuran entró en el club de los 100 crores al obtener unos ingresos de ₹100 crores a un mes de su estreno, al sumar las recaudaciones de la taquilla teatral con los ingresos no teatrales, como los derechos de satélite, digitales y de audio. Durante la década de 2010, Dhanush también protagonizó las películas de acción Maari (2015) y Maari 2 (2018) y Velaiilla Pattadhari (2014) y Velaiilla Pattadhari 2 (2017).
En 2011, la popular canción de Dhanush "Why This Kolaveri Di" de la película romántica de suspense psicológico 3 se convirtió en el primer vídeo musical indio en superar los 100 millones de visitas en YouTube. Debutó en Bollywood con Raanjhanaa (2013), de Aanand L. Rai. Su interpretación de un amante obsesivo unilateral en la película le valió el Premio al Mejor Debut Masculino y le valió una nominación a Mejor Actor en la 59ª edición de los Premios Filmfare. Dhanush produce películas a través de su productora, Wunderbar Films, y debutó como director con Pa Paandi (2017).  Su canción "Rowdy Baby" de Maari 2 se convirtió en una de las canciones indias más vistas de todos los tiempos. Es la única canción de vídeo del sur de la India que ha recibido mil millones de visitas en YouTube. Dhanush ganó su segundo Premio Nacional de Cine al Mejor Actor por Asuran (2019).

## Primeros años y personal
Dhanush nació como Venkatesh Prabhu Kasthuri Raja, hijo del director y productor de cine tamil Kasthuri Raja, en Madrás, Tamil Nadu. Al principio quería ir a una escuela de hostelería y convertirse en chef. Sin embargo, su hermano, el director Selvaraghavan, le presionó para que se convirtiera en actor.
Dhanush se casó con Aishwarya, la hija mayor de Rajinikanth, el 18 de noviembre de 2004. Tienen dos hijos, Yatra y Linga, que nacieron en 2006 y 2010 respectivamente. La pareja anunció su separación el 17 de enero de 2022. Al parecer, el suegro de Dhanush y superestrella del cine tamil, Rajinikanth, está involucrado en las conversaciones para intentar salvar el matrimonio de la pareja y es el más afectado por la noticia de la separación de la pareja.
Es un ferviente devoto del Señor Shiva y dio a sus dos hijos nombres shaivitas.

## Carrera como actor

### 2002–2010: principios de Carrera
Venkatesh Prabhu adoptó el nombre de pantalla "Dhanush" tras inspirarse en la operación encubierta de ficción de Kuruthipunal (1995). Debutó en la película de 2002 Thulluvadho Ilamai, dirigida por su padre Kasthuri Raja, que se convirtió en un éxito durmiente. Luego apareció en la primera película de su hermano Selvaraghavan, Kaadhal Kondein, en 2003. La película presentaba a Dhanush como un joven con problemas mentales, Vinodh, que anhelaba el amor de su amiga y acababa volviéndose posesivo con ella. Tras su estreno, la película fue aclamada por la crítica y se convirtió en un gran éxito comercial, convirtiéndose en el primer gran avance de Dhanush en el cine tamil. Su siguiente película fue Thiruda Thirudi.
En 2004, Dhanush apareció en Pudhukottaiyilirundhu Saravanan y Sullan. Más tarde, también apareció en Dreams, otra película criticada por la crítica. La película fue dirigida por su padre, al igual que sus anteriores aventuras. En 2005, Dhanush apareció en Devathaiyai Kanden y, ese mismo año, también trabajó en Adhu Oru Kana Kaalam, de Balu Mahendra. En 2006, Dhanush trabajó a las órdenes de su hermano en su película de gángsters Pudhupettai. La película, que trata sobre el viaje de un joven que pasa de ser un niño de la calle a un gángster, recibió elogios de la crítica, y la actuación de Dhanush fue especialmente alabada. Dhanush protagonizó la película de entretenimiento comercial Thiruvilaiyaadal Aarambam, en la que protagonizó a Shriya Saran.
El primer estreno de Dhanush en 2007, Parattai Engira Azhagu Sundaram, no fue bien. La película era un remake de la exitosa película en kannada Jogi. Sin embargo, su segunda película, Polladhavan, se estrenó durante el Diwali de 2007. Polladhavan se basaba en la película neorrealista italiana de 1948 Ladron de bicicletas y la actuación de Dhanush fue muy apreciada.
El remake de una película telugu dirigida por su hermano constituyó la línea argumental de la próxima película de Dhanush dirigida por el debutante Mithran Jawahar. La película se tituló Yaaradi Nee Mohini. Más tarde apareció en un cameo en la película de su suegro Rajinikanth, Kuselan. Su siguiente aventura fue Padikathavan, de Suraj, que se estrenó en enero de 2009. Su actuación fue alabada y bien recibida. Sus dos siguientes películas, Kutty y Uthama Puthiran, fueron colaboraciones con el director Mithran Jawahar.

### 2011–2014: éxito de Críticos

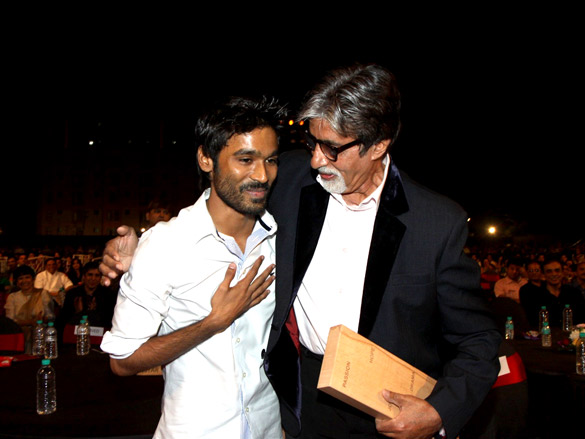
Dhanush Con Amitabh Bachchan en los Premios de Diversión de Estrella GRANDES en 2012

Dhanush  primera liberación en 2011, el cual  haya disparado para encima tres años, era Aadukalam, marcando su segunda colaboración con Vetrimaran. Dhanush Jugó la función de un local cockfighter y describió la aventura como su "Proyecto de Sueño" durante producción. La película obtuvo altamente revisiones positivas y ganó seis premios en la 58.ª Película Nacional Premios, con Dhanush recibiendo el Premio de Película Nacional para Actor Mejor, deviniendo el actor más joven para ganar el premio. Dhanush Apareció en un aspecto de huésped extendido en Subramania Siva  Seedan. Su próximo dos aventuras eran las películas de acción, <i id="mwARE">Mappillai</i>, un remake de su suegro  mismo-tituló 1989 película y Venghai, por Hari, el cual recibió revisiones mixtas pero era un éxito comercial.
La siguiente película de Dhanush, Mayakkam Enna, en la que volvió a colaborar con su hermano, haciendo un reparto con Richa Gangopadhyay, recibió críticas muy positivas. Su único estreno en 2012 fue 3, dirigida por su esposa, Aishwarya Rajinikanth, con la coprotagonista Shruti Haasan. La película tuvo un éxito moderado, debido a la popularidad de la canción Why This Kolaveri Di. La canción se convirtió rápidamente en viral, siendo el primer vídeo de la India en conseguir 100 millones de visitas en YouTube. En 2013, apareció en Maryan junto a Parvathy, que fue aplaudida por la crítica, pero se convirtió en un éxito de recaudación por encima de la media en la taquilla. Su siguiente estreno fue Naiyaandi, dirigida por A. Sarkunam, que no tuvo un impacto notable en la taquilla. Debutó en Bollywood con la película Raanjhanaa, dirigida por Aanand L.Rai junto a Sonam. La película se estrenó el 21 de junio de 2013 con la versión doblada en tamil Ambikapathy que se estrenó una semana después. Esta película contó con una partitura de fondo compuesta por A. R. Rahman, y recaudó más de 135 crores de rupias en todo el mundo

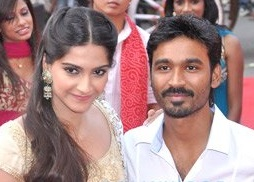
Sonam Y Dhanush en un estreno

La primera película de Dhanush de 2014 fue Velaiilla Pattadhari, que fue también su 25ª película y fue dirigida por Velraj. Recibió críticas mayoritariamente positivas y fue un éxito, situándose entre las películas tamiles más taquilleras de 2014. La versión doblada al telugu, Raghuvaran B. Tech, también fue un éxito. Su siguiente estreno fue Shamitabh, estrenada en el año 2015, que fue también su segunda película en hindi dirigida por R. Balki. Se estrenó con críticas muy positivas y fue alabada por el concepto, pero fracasó en la taquilla. Su siguiente película, Anegan, era un thriller psicológico dirigido por K. V. Anand, que generó críticas positivas y se convirtió en un éxito de taquilla.

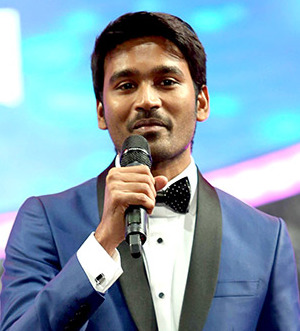
Dhanush En el 62.º Filmfare Premios Al sur en 2015

### 2015–presente: proyectos Experimentales
El siguiente estreno de Dhanush en 2015 fue la comedia de acción Maari, con Kajal Aggarwal, Robo Shankar y Vijay Yesudas. Dirigida por Balaji Mohan y compuesta por Anirudh Ravichander, se estrenó en todo el mundo el 17 de julio de 2015. También apareció en Thanga Magan, dirigida por Velraj con Samantha Ruth Prabhu, Amy Jackson, K. S. Ravikumar y Raadhika. En 2016, Dhanush apareció en Thodari, una película de acción y suspense ambientada en un tren, y en Kodi, un thriller de acción política.
Hizo un cameo en su debut como director, Power Paandi, que se estrenó el 14 de abril de 2017. Velaiilla Pattadhari 2, dirigida por su cuñada Soundarya Rajinikanth, fue su primera película de 2017 como actor principal. Escribió la historia y los diálogos de la película, además de producirla. Fue una de las películas tamiles más taquilleras de 2017. Sus películas Vadachennai y Maari 2, una secuela de Maari, se estrenaron en 2018. Vadachennai fue elogiada por la crítica y se erigió como la película tamil de categoría A más taquillera de todos los tiempos, mientras que Maari 2 obtuvo críticas mixtas. La primera película internacional de Dhanush, titulada El extraordinario viaje del faquir, se estrenó en 2019 en todo el mundo y fue un fracaso. Su principal estreno de 2019, Asuran, fue alabado por la crítica por su descarnado retrato de la violencia en la tierra y las castas y se convirtió en un éxito de taquilla, entrando en el Club de los 100 Crores por recaudar ₹100 crores a un mes de su estreno. Su siguiente estreno, un thriller romántico titulado Enai Noki Paayum Thota se estrenó el 29 de noviembre de 2019 tras varios retrasos por problemas financieros y recibió críticas mixtas.
El primer estreno de Dhanush en 2020, en Pongal, fue la película de acción de artes marciales Pattas, dirigida por R. S. Durai Senthilkumar, en la que interpretó un doble papel. La película recibió críticas negativas. Dhanush se unió al reparto de Chris Evans, Ryan Gosling y Ana de Armas en la película de los hermanos Russo producida por Netflix, The Gray Man.
El primer papel de Dhanush en 2021 fue el que protagonizó en Karnan, dirigida por Mari Selvaraj, y en la que participaron junto a él Lal, Natarajan Subramaniam, Yogi Babu, Rajisha Vijayan, Gouri Kishan y Lakshmi Priyaa Chandramouli. La película se estrenó el 9 de abril, con críticas admirables. Su siguiente proyecto fue la película de comedia negra de gángsters "Jagame Thandhiram", escrita y dirigida por Karthik Subbaraj, que se estrenó el 18 de junio de 2021. La película también contó con Aishwarya Lekshmi y James Cosmo. Recibió críticas mixtas de los críticos. También protagonizó la película de Aanand L. Rai de agosto de 2021, Atrangi Re, coprotagonizada por Akshay Kumar y Sara Ali Khan. Esta fue la tercera aventura de Dhanush en Bollywood, y recibió críticas positivas.

## Música
Dhanush graba ocasionalmente música, generalmente para sus propias películas. Se presentó como cantante de playback en Pudhukottaiyilirundhu Saravanan, de la mano de su compositor Yuvan Shankar Raja, y volvió a colaborar con él en la película de su hermano Selvaraghavan, Pudhupettai. Cantó otros números en las películas de Selvaraghavan Aayirathil Oruvan y Mayakkam Enna; en la primera apareció junto a su esposa Aishwarya Rajinikanth.
"Why This Kolaveri Di" se estrenó en YouTube en 2011 como parte de la banda sonora de la película 3, el debut como directora de Aishwarya Dhanush. Anirudh Ravichander fue el compositor de la banda sonora de la película y Dhanush escribió gran parte de la letra. También ha cantado "No Problem" en la película kannada Vajrakaya y "Thikka" en la película telugu Thikka.
Dhanush ha cantado para el músico debutante Ganesh Chandrasekaran en la película Ezhumin. La canción fue bien recibida por el público, ya que la interpreta con mucha emoción.

### Discografía
| Año  | Título                       | Álbum                                 | Otro artista(s)           |
| ---- | ---------------------------- | ------------------------------------- | ------------------------- |
| 2004 | "Naattu Sarakku"             | Pudhukottaiyilirundhu Saravanan       |                           |
| 2005 | "Thunda Kaanom"              | Devathaiyai Kanden                    | Anuradha Sriram           |
| 2006 | "Enga Área"                  | Pudhupettai                           |                           |
| 2010 | "Un Mele"                    | Aayirathil Oruvan                     | Andrea Jeremiah           |
| 2011 | "Oda Oda"                    | Mayakkam Enna                         | Selvaraghavan             |
| 2011 | "Kadhal En Kadhal"           | Mayakkam Enna                         |                           |
| 2012 | "Por qué Este Kolaveri Di"   | 3                                     |                           |
| 2012 | "Kannazhaga"                 | 3                                     | Shruti Haasan             |
| 2013 | "Teddy Oso"                  |                                       |                           |
| 2013 | “Nijamellam”                 | Ethir Neechal                         |                           |
| 2014 | "Amma Amma"                  | Velaiilla Pattadhari                  |                           |
| 2014 | "Po Indru Neeyaga"           | Velaiilla Pattadhari                  |                           |
| 2014 | "Qué un Karavad"             | Velaiilla Pattadhari                  |                           |
| 2015 | "Danga Maari"                | Anegan                                |                           |
| 2015 | "Ningún problema"            | Vajrakaya                             | Kannada Canción           |
| 2015 | "Pazhankala"                 | Irandaam Ulagam                       | Megha                     |
| 2015 | "Oh Oh"                      | Thanga Magan                          | Nikitha, Sweta Mohan      |
| 2015 | "Jodi Nilavu"                | Thanga Magan                          |                           |
| 2015 | "Maari Thara Lugareño"       | Maari                                 |                           |
| 2015 | "Don'u Donu'u Don'u"         | Maari                                 |                           |
| 2015 | "Bagulu Odayam Dagulu Mari"  | Maari                                 |                           |
| 2016 | "Maalai Varum Vannilla"      | Nenjam Marappathillai                 |                           |
| 2016 | "Kodi"                       | Kodi                                  |                           |
| 2016 | "Thikka"                     | Thikka                                |                           |
| 2017 | "Solli Tholaiyen Ma"         | Yaakkai                               |                           |
| 2017 | "Soorakathu"&"Venpanimalare" | Pa Paandi                             | Swetha Mohan, Sean Roldan |
| 2017 | "Pudhuvai"                   | Yaadhumaagi Nindran (Vídeo de música) |                           |
| 2017 | "Vida de Raghuvaran"         | Velaiilla Pattadhari 2                |                           |
| 2017 | "Tortura de Raghuvaran"      | Velaiilla Pattadhari 2                |                           |
| 2018 | "Goindhammavala"             | Vada Chennai                          |                           |
| 2018 | "Engleesu Amores"            | Pakkiri                               |                           |
| 2018 | "Local Sarakka"              | Padaiveeran                           |                           |
| 2018 | "Ezhava"                     | Ezhumin                               |                           |
| 2018 | "Maari Gethu"                | Maari 2                               | Chinnaponnu               |
| 2018 | "Rowdy Baby"                 | Maari 2                               | Dhee Y M.M Manasi         |
| 2019 | "Nenjodu Vinaya"             | El día del hermano                    |                           |
| 2019 | "Polladha Bhoomi"            | Asuran                                |                           |
| 2019 | "Kannazhagu Rathiname"       | Asuran                                |                           |
| 2020 | "Frío Bro"                   | Pattas                                |                           |
| 2020 | "Kaathodu Kaathanen"         | Prisión                               | Aditi Rao Hydari          |
| 2021 | "Thattaan Thattaan"          | Karnan                                |                           |
| 2021 | "Tata Adiós Adiós"           | Vanakkam Da Mappilei                  |                           |
| 2021 | "Nethu"                      | Jagame Thandhiram                     |                           |
| 2021 | "Rakita Rakita Rakita"       | Jagame Thandhiram                     |                           |
| 2021 | "Poco Poco"                  | Atrangi Re                            |                           |
| 2021 | "Poco Poco"                  | Galatta Kalyanam                      |                           |

### Letras
| Año  | Título                      | Álbum                | Notas |
| ---- | --------------------------- | -------------------- | ----- |
| 2011 | "Kadhal Yen Kadhal"         | Mayakkam Enna        |       |
| 2012 | "Por qué Este Kolaveri Di"  | 3                    |       |
| 2012 | "Unna Pethavvan"            | 3                    |       |
| 2012 | "Po Nee Po"                 | 3                    |       |
| 2012 | "Nee Partha"                | 3                    |       |
| 2012 | "Kannazhaga"                | 3                    |       |
| 2012 | "Boomi Enna Suthude"        | Ethir Neechal        |       |
| 2012 | "Nijamellam Maranthu"       | Ethir Neechal        |       |
| 2012 | "Kadal Raasa Naan"          | Maryan               |       |
| 2014 | ""Amma Amma""               | Velaiilla Pattadhari |       |
| 2014 | "Ey Inga Paru"              | Velaiilla Pattadhari |       |
| 2014 | "Vellailla Pattathari"      | Velaiilla Pattadhari |       |
| 2014 | "Po Indru Neeyaga"          | Velaiilla Pattadhari |       |
| 2014 | "Udhungada Sangu"           | Velaiilla Pattadhari |       |
| 2014 | "Qué un Karuvad"            | Velaiilla Pattadhari |       |
| 2014 | "Movimiento vuestro cuerpo" | Vai Raja Vai         |       |
| 2015 | "Enna Solla"                | Thanga Magan         |       |
| 2015 | "Jodi Nilave"               | Thanga Magan         |       |
| 2015 | "Oh oh"                     | Thanga Magan         |       |
| 2015 | "Tak bak"                   | Thanga Magan         |       |
| 2015 | "Thara Lugareño"            | Maari                |       |
| 2015 | "Don'u Don'u"               | Maari                |       |
| 2015 | "Oru Vitha Asai"            | Maari                |       |
| 2016 | "Kodi"                      | Kodi                 |       |
| 2017 | "Venpanimalare"             | Pa Paandi            |       |
| 2017 | "Soorakathu"                | Pa Paandi            |       |
| 2018 | "Maari Thara Lugareño"      | Maari 2              |       |
| 2018 | "Anandhi"                   | Maari 2              |       |
| 2019 | "Ilamai Thirumbuthe"        | Petta                |       |
| 2019 | "Nenjodu Vinaya"            | El día del hermano   |       |
| 2021 | "Nethu"                     | Jagame Thandhiram    |       |
| 2021 | "Poco Poco"                 | Galatta Kalyanam     |       |

## Otros trabajos
Dhanush colaboró con WWF India para apoyar la Hora del Planeta 2012. En agosto de 2013, Dhanush fue fichado por Perfetti India Ltd. como embajador de la marca de chicles Center Fresh.
Ha hecho su debut como director con la película Pa Paandi.

## Premios
Dhanush ha ganado y recibido varias nominaciones en la ceremonia de los Premios Nacionales de Cine, los Premios Filmfare y los Premios Vijay. Ganó el premio nacional al mejor actor en 2011 por su película Aadukalam.
1. ↑  «Dhanush - Forbes India Magazine». Forbes India (en inglés). Archivado desde el original el 5 de junio de 2020. Consultado el 30 de abril de 2020.
2. ↑  «Asuran: Dhanush's film enters Rs 100 core club - Times of India». The Times of India (en inglés). Archivado desde el original el 7 de noviembre de 2019. Consultado el 1 de mayo de 2020.
3. ↑  «Dhanush's Wunderbar- A factory of Wonderful Films». 24 de octubre de 2015. Archivado desde el original el 16 de abril de 2016. Consultado el 10 de junio de 2016.
4. ↑  Menon, Vishal (14 de abril de 2017). «'Pa. Pandi' review: The power of love». Archivado desde el original el 14 de abril de 2017. Consultado el 14 de abril de 2017.
5. ↑  `Power Paandi`-Dhanush turns director!
6. ↑  «Dhanush wins National Award for Asuran, thanks Vetrimaaran for believing in him». The Indian Express (en inglés). 24 de marzo de 2021. Consultado el 24 de marzo de 2021.
7. ↑  «K. Selvaraghavan». IMDb. Archivado desde el original el 21 de mayo de 2008. Consultado el 31 de mayo de 2007. «their father Kasturi Raja».
8. ↑  «Angry Dhanush walks out of TV9 Interview». 23 de julio de 2017. Archivado desde el original el 30 de octubre de 2021. Consultado el 9 de mayo de 2021.
9. ↑  «Rajinikanth wants Aishwaryaa and Dhanush to reunite - Times of India». The Times of India.
10. ↑  «Lesser known facts about 'Jagame Thandhiram' actor Dhanush». DNA India (en inglés). Consultado el 22 de enero de 2022.
11. ↑  Rangarajan, Malathi (12 de septiembre de 2003). «Review: Thiruda Thirudi». The Hindu. Archivado desde el original el 4 de octubre de 2003. Consultado el 11 de noviembre de 2007.
12. ↑  «Thiruvilayadal Arambam – Breezy masala». Indiaglitz.com. 18 de diciembre de 2006. Archivado desde el original el 14 de enero de 2007. Consultado el 20 de diciembre de 2007.
13. ↑  Davis, Franko. «Review: Thiruvilayaadal Arambham». Nowrunning. Archivado desde el original el 9 de agosto de 2009. Consultado el 1 de enero de 2007.
14. ↑  «Review: Polladhavan». Sify. Archivado desde el original el 11 de agosto de 2011. Consultado el 11 de noviembre de 2007.
15. 1 2  «Movie Review : Uthamaputhiran». Sify.com. Archivado desde el original el 30 de marzo de 2014. Consultado el 20 de abril de 2014.
16. ↑  «Yatra is my lucky mascot: Dhanush». 28 de julio de 2009. Archivado desde el original el 9 de junio de 2012. Consultado el 10 de septiembre de 2011.
17. ↑  Seshagiri, Sangeetha (1 de enero de 2015). «From Vijay's 'Kaththi' to Ajith's 'Veeram': Top Grossing Tamil Films of 2014». International Business Times, India Edition (en inglés). Archivado desde el original el 19 de junio de 2020. Consultado el 1 de mayo de 2020.
18. ↑  «'Velai Illa Pattathari' Box Office: Dhanush Starrer Earns ₹50 Crore Worldwide». 14 de agosto de 2014. Archivado desde el original el 9 de julio de 2015. Consultado el 1 de abril de 2015.
19. ↑  «Anegan team celebrates». 31 de marzo de 2015. Archivado desde el original el 2 de abril de 2015. Consultado el 1 de abril de 2015.
20. ↑  «Dhanush Thangamagan Movie Firstlook Poster HD». Bangalore. 11 de octubre de 2015. Archivado desde el original el 11 de octubre de 2015. Consultado el 10 de octubre de 2015.
21. ↑  Kumar, Pradeep (29 de noviembre de 2019). «Enai Noki Paayum Thota review - a film for the romantic at heart». Archivado desde el original el 29 de noviembre de 2019. Consultado el 29 de noviembre de 2019.
22. ↑  «Enai Noki Pasyum Thota gets yet another release». 2 de noviembre de 2019. Archivado desde el original el 2 de noviembre de 2019. Consultado el 29 de noviembre de 2019.
23. ↑  «TOP 10 Highest grossing TAMIL FILMS OF 2017 - Tamil News». IndiaGlitz.com. 8 de enero de 2018. Archivado desde el original el 7 de marzo de 2020. Consultado el 1 de mayo de 2020.
24. ↑  «Dhanush's Vada Chennai earns Rs 50 crore worldwide». India Today (en inglés). 29 de octubre de 2018. Archivado desde el original el 11 de octubre de 2020. Consultado el 1 de mayo de 2020.
25. ↑  «Asuran movie review: Dhanush is terrific in this well-made revenge drama». The Indian Express (en Indian English). 4 de octubre de 2019. Archivado desde el original el 5 de octubre de 2019. Consultado el 29 de noviembre de 2019.
26. ↑  Kumar, Pradeep (15 de enero de 2020). «'Pattas' movie review: Masala and martial arts come together in this predictable outing» (en Indian English). ISSN 0971-751X. Archivado desde el original el 1 de julio de 2020. Consultado el 1 de julio de 2020.
27. ↑  «Dhanush Joins Chris Evans, Ryan Gosling And Ana De Armas in Russo Brothers' The Gray Man». NDTV.com. Consultado el 18 de diciembre de 2020.
28. ↑  K., Janani (22 de febrero de 2021). «Dhanush's Jagame Thandhiram teaser out, makers confirm direct Netflix release». India Today (en inglés). Consultado el 22 de febrero de 2021.
29. ↑  «Dhanush Wants To Share Screen Space With A Famous Bollywood Actor After Atrangi Re - Deets Inside!». Koimoi (en inglés estadounidense). 13 de diciembre de 2021. Consultado el 22 de diciembre de 2021.
30. ↑  Bagchi, Shrabonti (25 de noviembre de 2011). «Dhanush's 'Kolaveri di' song is the new youth anthem». The Times of India. Archivado desde el original el 6 de octubre de 2013. Consultado el 5 de julio de 2013.
31. ↑  «Kolaveri is the most searched video». The Times of India. 21 de noviembre de 2011. Archivado desde el original el 10 de noviembre de 2013. Consultado el 23 de noviembre de 2011.
32. ↑  «Dhanush's 'Kolaveri di' song is the new youth anthem». 25 de noviembre de 2011. Archivado desde el original el 6 de octubre de 2013. Consultado el 30 de junio de 2013.
33. ↑  «'Kolaveri Di' song crosses 4 million mark, Big B hooked on to it». 25 de noviembre de 2011. Archivado desde el original el 10 de julio de 2012.
34. ↑  «Kolaveri di next big thing in popular culture». Archivado desde el original el 27 de noviembre de 2011. Consultado el 26 de noviembre de 2011.
35. ↑  «Dhanush liked the lyrics very much: Ganesh Chandrasekaran». The Times of India. Archivado desde el original el 5 de agosto de 2019. Consultado el 27 de junio de 2019.
36. ↑  Vensoft, Laxman (6 de agosto de 2014). «Dhanush-Adah Sharma in Center Fresh Ad». cinesprint.com. Laxman Vensoft. Archivado desde el original el 8 de agosto de 2014.
37. ↑  «Dhanush joins Chris Evans, Ryan Gosling in Netflix's most expensive film by Avengers: Endgame directors». businesstoday.in. Consultado el 25 de diciembre de 2020.
38. ↑  «'The Gray Man': Four things to know about Dhanush's international movie with Chris Evans». Deccan Herald (en inglés). 19 de diciembre de 2020. Consultado el 25 de diciembre de 2020.

- Datos: Q331050
- Multimedia: Dhanush / Q331050